# Jung Hye-sung
Jung Hye-sung (Hangul: 정혜성, RR: Jeong Hye-seong), es una actriz y modelo surcoreana.

## Biografía
Estudió en la Universidad de Sungkyunkwan en el Departamento de Artes Escénicas.

## Carrera
Es miembro de la agencia "J-Wide Company", mientras que en Japón es miembro de la agencia "Flave Entertainment". Previamente en Corea del Sur fue miembro de la agencia "FNC Entertainment".
Ha aparecido en sesiones fotográficas para "Empire", entre otras...
En junio de 2009 se unió al elenco recurrente de la serie Friend, Our Legend donde interpretó a Shin-ae.
En 2001 y 2013 modeló en para "Tokyo Girls Collection A/W" y "Tokyo Runway A/W" en Japón.
En 2012 apareció como invitada en la serie To The Beautiful You donde interpretó a Hong Bo-hee, una fan de Kang Tae-joon (Choi Min-ho).
En 2013 se unió al elenco recurrente de la serie Potato Star 2013QR3 donde dio vida a Park Seung-hee, una de las vecinas de la familia Noh.
En el 2014 se unió al elenco recurrente de la serie Pride and Prejudice donde interpretó a Yoo Kwang-mi.
En febrero del 2015 se unió al elenco recurrente de la serie Blood donde dio vida a Choi Soo-eun, una de las trabajadoras en el hospital.
Ese mismo año se unió al elenco de la serie A Daughter Just Like You donde interpretó a Ma Hee-sung, la hija de Hong Ae-ja (Kim Hye-ok) y Ma Jung-gi (Kil Yong-woo), y hermana menor de Woo Hee Jin como Ma Ji-sung (Woo Hee-jin) y Ma In-sung (Lee Soo-kyung).
El 9 de diciembre del 2015 se unió al elenco principal de la serie Remember: War of the Son donde interpretó a la joven Nam Yeo-kyung, la hermana de Nam Gyu-man (Namkoong Min), hasta el final de la serie el 18 de febrero del 2016. 
Ese mismo año se unió al elenco de la serie Oh My Venus donde interpretó a Jang Yi-jin, una joven que trabaja en la industria del entretenimiento que tiene un enamoramiento hacia el boxeador Jang Joon-sung (Sung Hoon).
También apareció como invitada durante el primer episodio de la serie Marriage Contract, donde interpretó a la novia de Lee Seo-jin (Han Ji-hoon).
En 2016 se unió al popular programa We Got Married donde participó junto al actor y cantante Gong Myung, quien fue su pareja.
Ese mismo año se unió al elenco recurrente de la serie Love in the Moonlight donde dio vida a la Princesa Myeong-eun.
En enero del 2017 se unió al elenco principal de la serie Good Manager (también conocida como "Chief Kim") donde interpretó a Hong Ga-eun, una interna del departamento de contabilidad que es contratada como espía por un fiscal rival de Seo-yul (Lee Jun-ho), hasta el final de la serie el 30 de marzo del mismo año.
El 9 de agosto del mismo año se unió al elenco principal de la serie Manhole donde dio vida a Yoon Jin-sook, hasta el final de la serie el 28 de septiembre del mismo año.
Ese mismo año participó bajo el alias de "Eagle Brother Adjutant Bird" en el programa de canto King of Mask Singer, sin embargo se quedó en la primera ronda.
El 27 de noviembre del 2017 se unió al elenco principal de la serie Oh, the Mysterious (también conocida como "Doubtful Victory") donde interpreta a la oficial de policía Jin Jin-young, quien se une a la policía para descubrir la verdad tras la muerte de su padre, hasta ahora.
En el 2019 se unió al elenco principal de la serie I Hate You! Juliet (también conocida como "I Don't Like You, Juliette") donde dio vida a la estudiante Goo Na-ra, hasta ahora.
El 20 de septiembre del mismo año se unió al elenco principal del drama Pegasus Market (también conocida como "Cheap Cheonlima Mart") donde dio vida a Jo Mi-ran.
En marzo de 2021 se unió al elenco recurrente de la serie Joseon Exorcist donde interpretó a Mu-hwa.

## Filmografía

### Series de televisión
| Año         | Título                   | Personaje            | Notas        |
| ----------- | ------------------------ | -------------------- | ------------ |
| 2021        | Joseon Exorcist          | Mu-hwa               |              |
| 2019        | Pegasus Market           | Jo Mi-ran            | 12 episodios |
| 2019        | I Hate You! Juliet       | Goo Na-ra            | 18 episodios |
| 2017 - 2018 | Oh, the Mysterious       | Jin Jin-young        | 40 episodios |
| 2017        | Manhole                  | Yoon Jin-sook        | 16 episodios |
| 2017        | Good Manager             | Hong Ga-eun          | 19 episodios |
| 2016        | Love in the Moonlight    | Princesa Myeong-eun  | -            |
| 2016        | Marriage Contract        | Novia de Lee Seo-jin | ep. #1       |
| 2015 - 2016 | Remember: War of the Son | Nam Yeo-kyung        | 8 episodios  |
| 2015 - 2016 | Oh My Venus              | Jang Yi-jin          | -            |
| 2015        | A Daughter Just Like You | Ma Hee-sung          | -            |
| 2015        | Blood                    | Choi Soo-eun         | -            |
| 2014 - 2015 | Pride and Prejudice      | Yoo Kwang-mi         | -            |
| 2014        | Mother's Choice          | Min-ji               | -            |
| 2014        | Glorious Day             | Lee So-yi            | -            |
| 2013 - 2014 | Potato Star 2013QR3      | Park Seung-hee       | -            |
| 2013        | Special Affairs Team TEN | Bae Seo-yeon         | -            |
| 2012        | To the Beautiful You     | Hong Bo-hee          | -            |
| 2009        | Friend, Our Legend       | Shin-ae              | -            |

### Películas
| Año  | Título              | Personaje | Notas |
| ---- | ------------------- | --------- | --- |
| 2019 | Mate                | Eun-ji    | junto a Shim Hee-sub, Gil Hae-yeon, Jeon Shin-hwan y Song Yoo-hyun                                           |
| 2019 | Broker              | -         | junto a Kim Young-kwang, Lee Sung-kyung, Lim Ju-hwan, Song Jong-ho, Chun Ho-jin, Ko Chang-seok y Lee Ji-hoon |
| 2013 | Do You Remember Me? | -         | - |

### Videos musicales
| Año  | Artistas | Canción          | Notas                        |
| ---- | -------- | ---------------- | ---------------------------- |
| 2016 | CNBLUE   | "You're So Fine" | apareció en el video musical |
| 2013 | 4Men     | "Hello It's Me"  | apareció en el video musical |

### Programas de variedades
| Año             | Programa                  | Notas                                            |
| --------------- | ------------------------- | ------------------------------------------------ |
| 2019            | Guess My Next Move V2     | invitada                                         |
| 2018            | Dunia: Into A New World   | (ep. #1-15) - miembro                            |
| 2018            | Busted!                   | episodio #7 - invitada                           |
| 2018            | Knowing Brothers          | episodio #116 - invitada                         |
| 2017 - presente | Photo People              | miembro                                          |
| 2017            | Running Man               | episodio #355 - invitada                         |
| 2017            | King of Mask Singer       | episodio #111 - participante                     |
| 2017            | Saturday Night Live Korea | episodio #182 - presentadora                     |
| 2016 - 2017     | We Got Married            | episodio #351-372 - miembro - junto a Gong Myung |
| 2016            | My Ear's Candy            | episodio #11-12 - miembro - junto a Gong Myung   |

### Presentadora
| Año  | Programa         | Notas                                             |
| ---- | ---------------- | ------------------------------------------------- |
| 2019 | 2019 MAMA Awards | presentadora de categoría - junto a Lee Sang-yeob |

## Premios y nominaciones
| Año  | Categoría                               | Premio               | Series                   | Resultado |
| ---- | --------------------------------------- | -------------------- | ------------------------ | --------- |
| 2016 | Best Supporting Actress                 | 30th KBS Drama Award | Love in the Moonlight    | Nominada  |
| 2016 | Special Award, Actress in a Genre Drama | SBS Drama Award      | Remember: War of the Son | Nominada  |
| 2015 | Best New Actress in a Serial Drama      | MBC Drama Award      | Daughter Just Like You   | Nominada  |